# HK Homel
Der HK Homel (belarussisch ХК Гомель, russisch ХК Гомель/HK Gomel) ist ein belarussischer Eishockeyklub aus Homel, der in der belarussischen Extraliga spielt. Über mehrere Jahre nahm die Mannschaft auch an der East European Hockey League teil. Der Klub wurde 2000 gegründet und trägt seine Heimspiele im Eissportpalast Homel aus, der 2.700 Zuschauern Platz bietet.

## Geschichte
Der Verein wurde am 24. August 2000 auf Beschluss der Regionalverwaltung der Homelskaja Woblasz durch die Stadt Homel gegründet. Als Hauptsponsor wurde das Erdölunternehmen Gomel Transneft gewonnen, dessen Geschäftsführer Alexej Kostjuschenko zum Vorsitzenden des Vereins wurde. Erster Trainer der Herrenmannschaft wurde Jewgeni I. Lebedew. Das erste offizielle Spiel der Mannschaft fand am 17. September 2000 im Eissportpalast Homel statt.
Nur drei Jahre nach Gründung gewann die Herrenmannschaft des HK Homel ihren ersten Belarussischen Meistertitel. Ein Jahr später erreichte der Klub den dritten Platz der Meisterschaft, zudem wurde er 2003 und 2004 Vizemeister der East European Hockey League. Aufgrund des Meistertitels 2003 konnte der HK Homel am IIHF Continental Cup 2003/04 teilnehmen, dessen Finalturnier in Homel stattfand. Der HK Gomel belegte bei diesem Turnier den zweiten Platz.

## Erfolge
Der Verein gewann bisher einmal (2003) die belarussische Meisterschaft. Zudem gewann die Mannschaft 2001, 2003, 2004, 2007 und 2012 den belarussischen Pokalwettbewerb.
2019 belegte der Verein beim IIHF Continental Cup den vierten Platz.